# The Invitation
The Invitation är en amerikansk skräckthrillerfilm från 2022, som är inspirerad av Bram Stokers roman Dracula från 1897. Filmen är regisserad av Jessica M. Thompson med manus av Blair Butler. Huvudrollerna i filmen spelas av Nathalie Emmanuel och Thomas Doherty.
Filmen gick från början under originaltiteln The Bride och skulle ha producerats av Sam Raimi och Rob Taperts produktionsbolag Ghost House Pictures, med Blair Butler som manusskrivare. Raimi och Tapert valde dock efter ett tag att lämna hela filmarbetet på grund av schemaläggningskonflikter. År 2020 tillkännagavs Jessica M. Thompson som filmens regissör, och Emile Gladstone som dess producent. Man gick samtidigt ut med dess nya titel, som blev The Invitation. Rollbesättningen för filmen pågick från maj till oktober 2021, med inspelningen som satte igång i Ungerns huvudstad Budapest, under september samma år.
The Invitation hade biopremiär i USA den 26 augusti 2022. Den skulle från början även ha haft biopremiär i Sverige under samma år, men drogs in i sista stund från hela dess releaseschema.

## Handling
Filmens handling kretsar kring New York-tjejen Evelyn "Evie" Jackson, som efter att hennes mamma har gått bort, tar ett DNA-test, och upptäcker att hon har en avlägsen kusin från England vid namn Oliver Alexander. Oliver bjuder sedan in Evie till ett kommande familjebröllop hemma i England, och hon bestämmer sig för att packa alla sina saker och resa dit. Väl framme vid destinationsplatsen, som är den engelska staden Whitby, träffar Evie på herrgårdsherren Walter De Ville och hushållerskan Mrs. Swift. Hon träffar så småningom även på resten av familjen Alexander, samt även bröllopets brudtärnor Lucy och Viktoria.
Men denna till synes trevliga bröllopsvistelse ska snart komma till att få ett abrupt slut, då Evie råkar avslöja hemligheter i sin familjs historia. Detta blir därmed en fruktansvärd mardröm för Evie, som måste kämpa för att behålla sitt liv.

## Rollista (i urval)
| Nathalie Emmanuel      | – Evelyn "Evie" Jackson |
| Thomas Doherty         | – Walter De Ville       |
| Stephanie Corneliussen | – Viktoria              |
| Alana Boden            | – Lucy                  |
| Hugh Skinner           | – Oliver Alexander      |
| Sean Pertwee           | – Renfield              |

Notis: Rollen som Walter De Ville skulle från början ha spelats av Garrett Hedlund. Han blev dock ersatt av Thomas Doherty, som anslöt sig till rollistan i oktober 2021.